# Йешилкьой (вилает Одрин)
 Тази статия е за селото във Вилает Одрин.  За селото във Вилает Чанаккале вижте Йешилкьой (околия Бига).  
Йешилкьой или Каратепе (на турски: Yeşilköy) е село в Източна Тракия, Турция, Вилает Одрин. Околия Кешан.

## География
Селото се намира на 19 км югозападно от Кешан.

## История
Според статистиката на професор Любомир Милетич в 1913 година в Каратепе живеят 60 гръцки семейства.